# Furcraea parmentieri
Espèce
Synonymes
- Beschorneria floribunda K.Koch[1]
- Beschorneria multiflora K.Koch[1]
- Beschorneria parmentieri (Roezl) Jacobi[1]
- Furcraea bedinghausii K.Koch[1]
- Furcraea roezlii André[1]
- Roezlia regia André[1]
- Yucca parmentieri Roezl[1]

Furcraea parmentieri est une espèce de plantes de la famille des Asparagaceae, et de la sous-famille des Agaves (Agavoideae). C'est une plante originaire du Mexique.

## Description
Furcraea parmentieri pousse avec des tiges dressées et épaisses de 5 à 8 mètres de haut et de 30 à 40 centimètres de diametre. Les feuilles  d' abord ascendantes sont ensuite étalées et retombantes, elles forment une "robe" sèche sous la rosette foliaire . Les feuilles raides, lancéolées, en forme d'épée se rétrécissent à partir du centre en une pointe en forme de poinçon, non épineuse. Au sommet, elles sont rayées et rugueuses avec un aspect bosselé le long des nervures longitudinales , d’un vert, légèrement bleu le limbe des feuilles mesure 70 à 120 centimètres (rarement à partir de 35 centimètres) de long et 6 à 10 centimètres (rarement à partir de 4 centimètres) de large. Les minuscules dents marginales triangulaires pâles sont disposées de façon irrégulière. Il y a environ deux dents périphériques par millimètre.
L' inflorescence dressée, pyramidale, à poils duveteux atteint une hauteur de 4 à 5 mètres (rarement de 2,5 à 8 mètres) et mesure jusqu'à 2 mètres de large. Les inflorescences partielles longues de 30 à 65 centimètres (rarement jusqu'à 100 centimètres) ont des bulbilles ample et allongées . Les fleurs , qui se tiennent ensemble par paires à quatre, mesurent 40 millimètres de long. Elles reposent sur des tiges florales de 3 à 5 millimètres de long . Leurs tépales blanc verdâtre, elliptiques à elliptiques allongés, poilus à l'extérieur mesurent 18 à 20 millimètres de long et 5 à 7 millimètres de large.
Les fruits allongés en forme d'œuf, à petite pointe mesurent de 4 à 7 centimètres de long et environ 3 centimètres de large. Ils contiennent des graines de 10 à 12 millimètres de long et de 6 à 8 millimètres de large .

## Galerie

hampe florale de Furcraea parmentieri
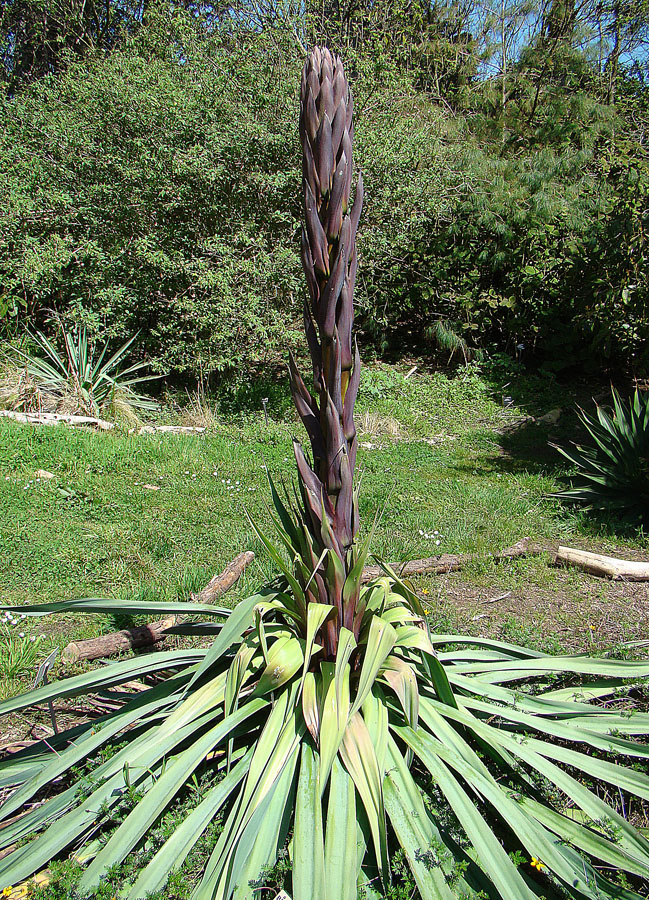
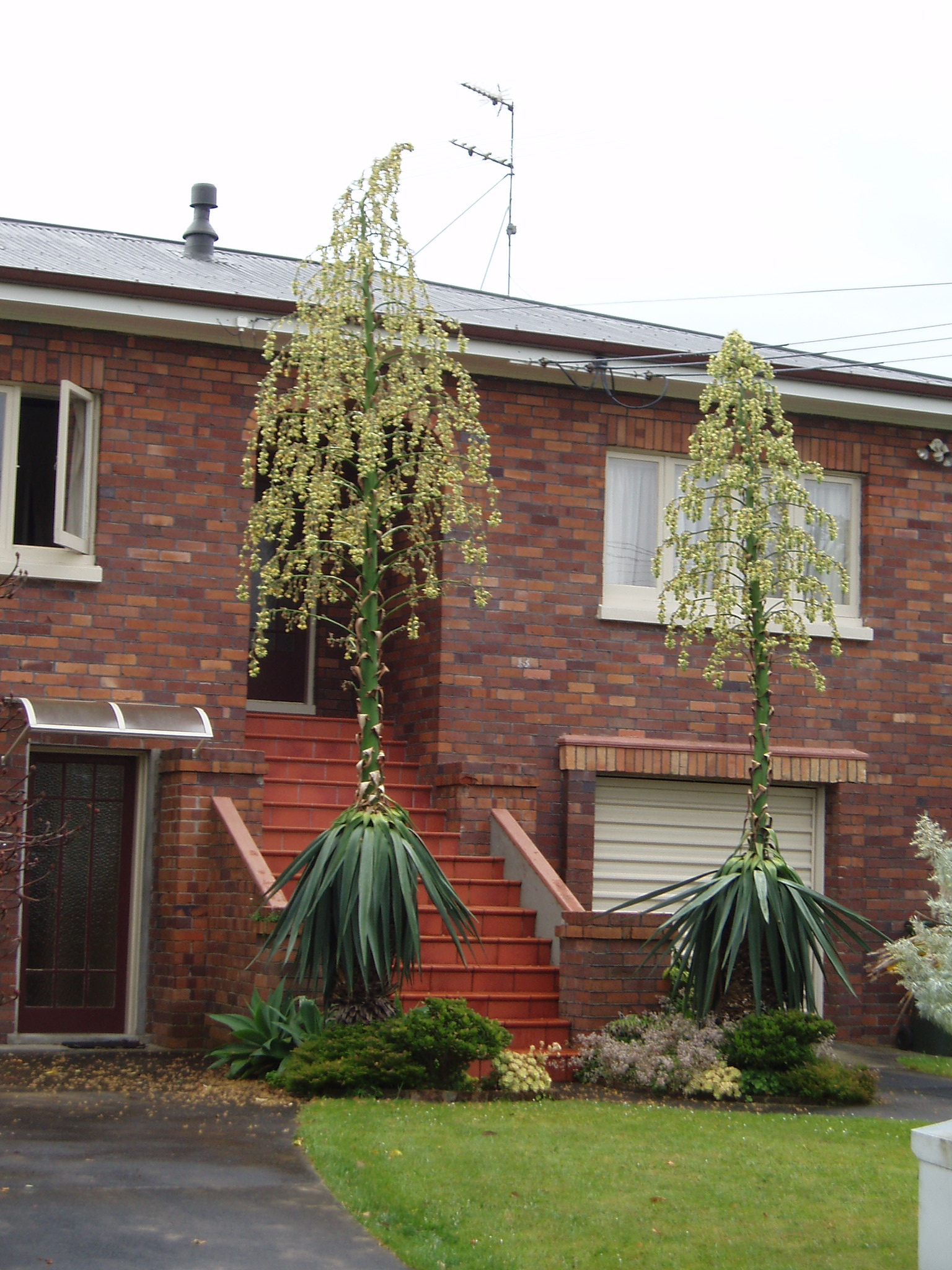
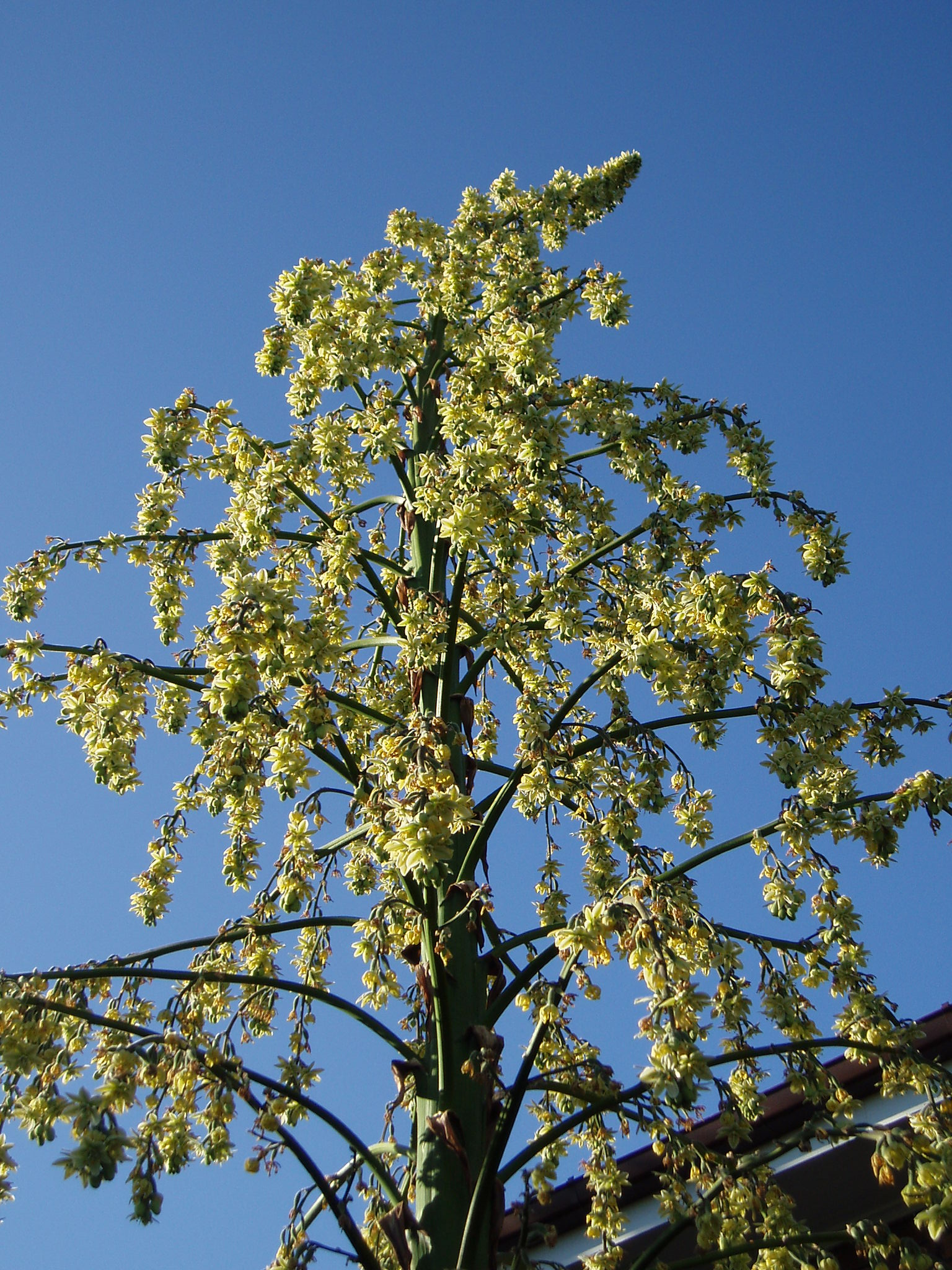